# Karl Arnold
Karl Borromäus Arnold (ur. 21 marca 1901 w Warthausen, zm. 29 czerwca 1958 w Düsseldorfie) – niemiecki  polityk, działacz partii Zentrum i CDU, premier Nadrenii Północnej-Westfalii (1947–1956), p.o. prezydenta Niemiec w 1949 roku, przewodniczący Bundesratu (1949–1950).

## Życiorys
W latach 1944–1945 był więziony przez nazistów, zatrzymano go po nieudanym zamachu na Hitlera.
Po zakończeniu wojny i utworzeniu RFN został działaczem CDU. Z jej ramienia był premierem rządu kraju związkowego Nadrenia Północna-Westfalia (1947–1956). Funkcja ta łączyła się także z miejscem w izbie wyższej parlamentu (Bundesrat); od września 1949 przewodniczący Bundesratu, jednocześnie (do wyboru Theodora Heussa) p.o. prezydenta Niemiec. 20 lutego 1956 został odwołany ze stanowiska szefa rządu Nadrenii Północnej-Westfalii (zastąpił go Fritz Steinhoff); w 1957 wybrany do Bundestagu, wkrótce zmarł na atak serca. Arnold należał do bardziej „lewicowej” (jak była określana) części CDU. Przez pewien czas jego bliskim współpracownikiem był Rainer Barzel, który opuścił go po jego odwołaniu.